# Dilophus succineus
Dilophus succineus (лат.) — ископаемый вид двукрылых насекомых рода Dilophus из семейства Bibionidae. Обнаружен в эоценовом балтийском янтаре.

## Описание
Мелкие двукрылые насекомые. Длина тела — 3,6 мм (самцы), 3,5 мм (самки). Грудь — 1,2 мм. Длина головы 0,62—0,92 мм; длина усика 0,5 мм. Длина крыла — 3,8 мм, ширина — 1,39 мм. Жгутик усика с 12 видимыми члениками. Вид был впервые описан в 2009 году по эоценовым материалам из балтийского янтаря (Россия, около 38 млн лет) в составе семейства Bibionidae.